# Breguet Type III
Le Breguet Type III est un avion biplan réalisé par Louis Charles Breguet en 1911.